# Prussiane

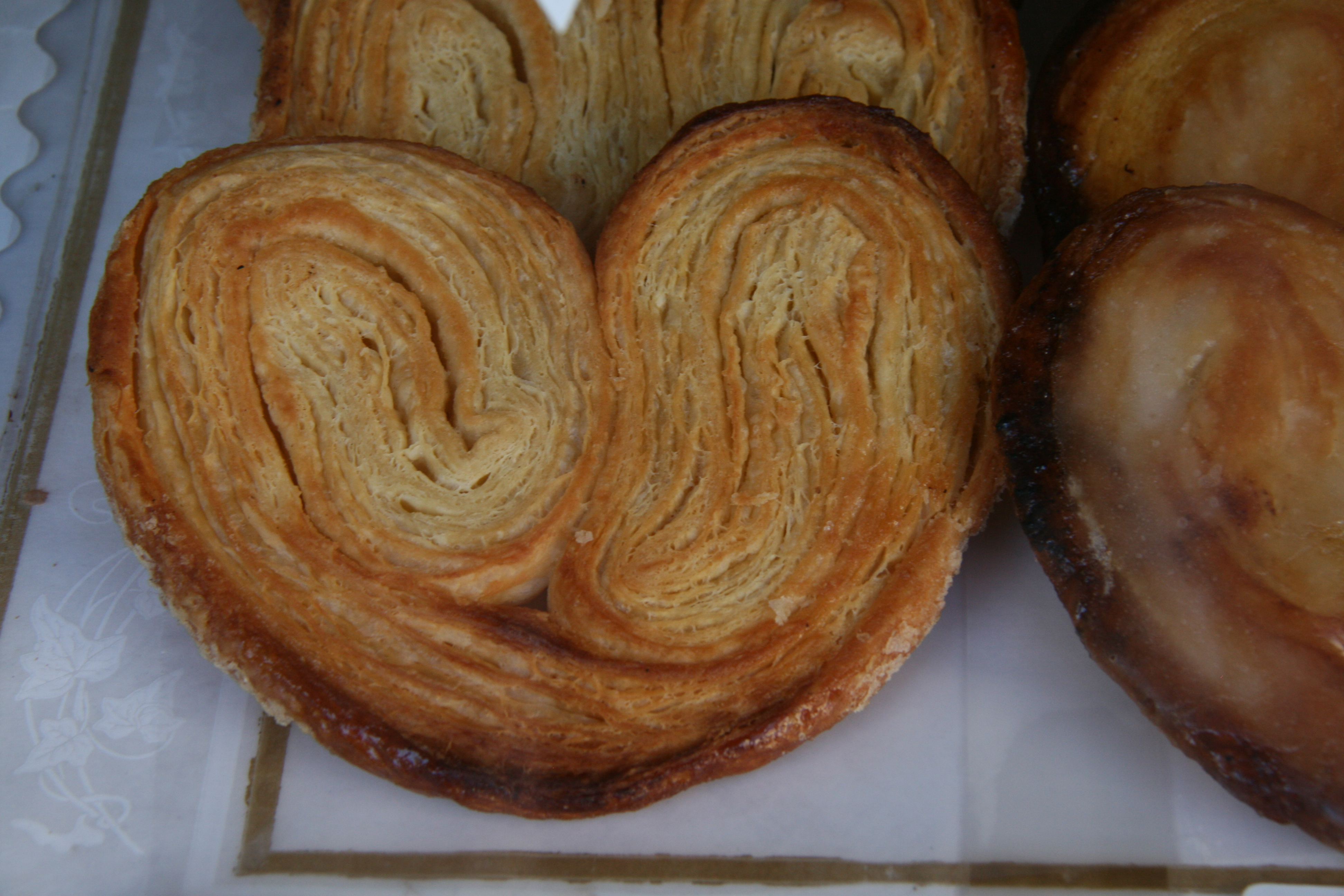
Ventagli.

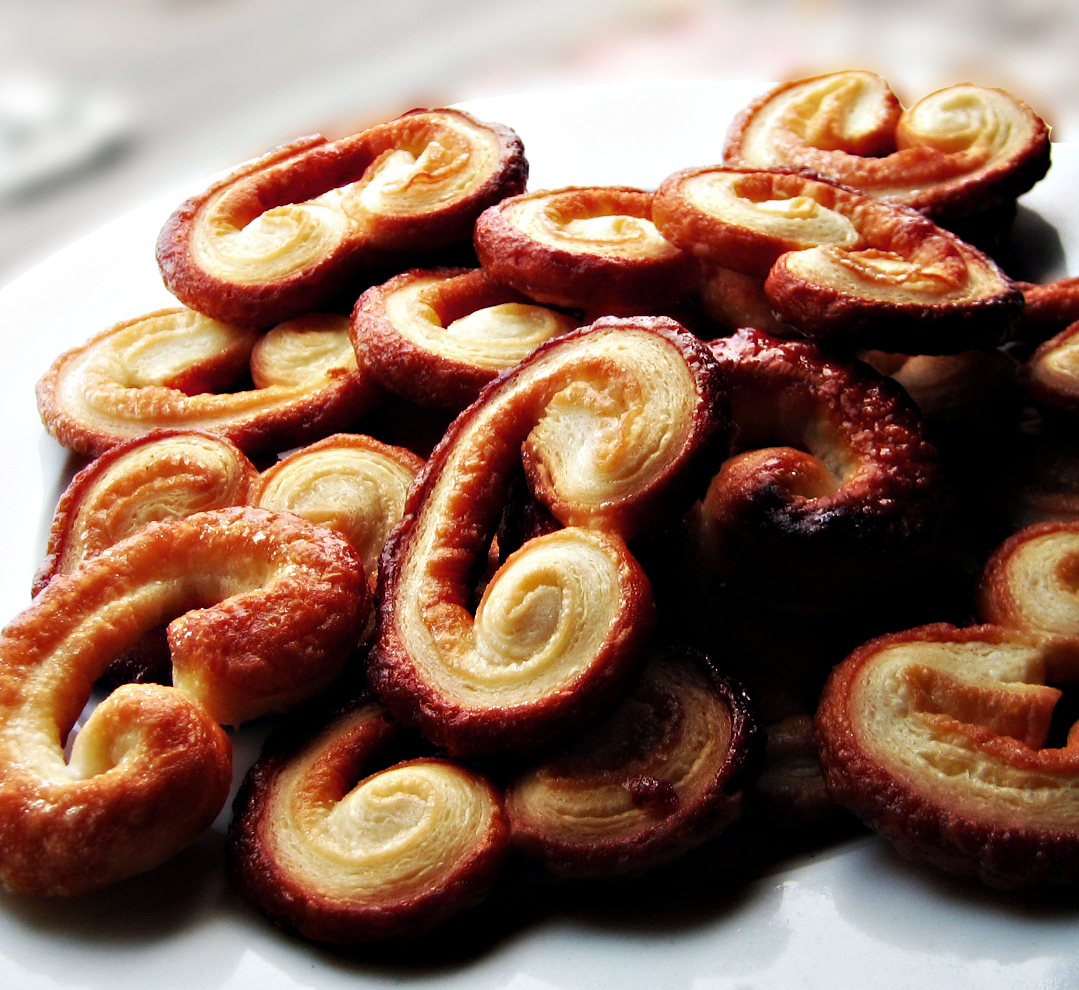
Ventagli.

Le prussiane o ventagli di pasta sfoglia sono biscotti conosciuti in molti paesi del mondo: vengono chiamate palmeritas in Spagna, mentre in inglese e in francese sono indicate con il nome di palmiers. In genere in ogni lingua hanno diversi nomi e in genere vengono associate non solo a delle  palme, ma anche ai cuori e alle orecchie.
Consistono in uno strato di pasta sfoglia che viene ricoperto di zucchero di sopra e di sotto; questo viene poi arrotolato partendo dalle due estremità fino a ottenere due tubi congiunti tra di loro, una sorta di doppia spirale. Il doppio rotolo viene in seguito tagliato in fette, le quali costituiscono i singoli biscotti da cuocere in forno. In base all'orientamento degli strati di pasta sfoglia, durante la cottura ogni ventaglio cresce in larghezza anziché in altezza, assumendo una forma di cuore abbastanza regolare. In forno lo zucchero caramellizza e conferisce in tal modo maggiore croccantezza al prodotto.
Delle note varianti sono basate sull'uso di cacao o cannella insieme allo zucchero.
Le origini di questo dolce sono incerte, per quanto vengano ipotizzati i paesi arabi e, soprattutto, la Francia. In Italia sono considerati soprattutto come un prodotto culinario legato alla tradizione di Napoli, dove il dolce sarebbe stato ripreso proprio dalla cucina francese.